# Armadillidium pardoi
Armadillidium pardoi là một loài chân đều trong họ Armadillidiidae. Loài này được Vandel miêu tả khoa học năm 1956.